# Gabriel Mascaró Febrer
Gabriel Mascaró Febrer (Vilafranca de Bonany, 7 de març de 1944) va ser un ciclista balear, que va ser professional de 1968 a 1971. Va combinar diferents modalitats com la carretera, la pista o el ciclocròs.

## Palmarès
- 1964
  - Vencedor d'una etapa al Cinturó ciclista internacional de Mallorca
- 1965
  -  Campió d'Espanya per regions (amb Antoni Cerdà, Bartomeu Pou i Francesc Julià)
  - 1r a la Pujada a Urkiola
  - Vencedor d'una etapa al Cinturó ciclista internacional de Mallorca
  - Campió Balear de ciclocròs
- 1970
  - 1r al GP Cuprosan
  - Vencedor d'una etapa a la Volta a Mallorca

### Resultats al Tour de França
- 1969. Abandona (17a etapa)
- 1970. 66è de la classificació general
- 1971. 38è de la classificació general

### Resultats a la Volta a Espanya
- 1970. Abandona
- 1971. Abandona